# سینما در تبریز
تبریز مهد سینما و تئاتر ایران بوده‌است. نخستین سالن سینمای ایران در سال ۱۲۷۹ (۵ سال پس از اختراع جهانی آن توسط برادران لومیر) با نام «سینما سولی» که توسط کاتولیک‌ها در شهر تبریز تأسیس شده بود، آغاز به کار کرد. برپایهٔ استاندارد بین‌المللی، باید برای هر یک میلیون نفر ۱۶۰ باب سالن سینما وجود داشته باشد؛ این در حالی است که برای هر یک میلیون شهروند تبریزی تنها ۳٫۵ باب سالن سینما وجود دارد. یکی از دلایل رکود سینما در تبریز، عدم استقبال مناسب شهروندان از سالن‌های سینما به‌جهت قاچاق فیلم‌های سینمایی و عدم اجرای قانون حق تکثیر در ایران است.
برای نجات صنعت سینما در تبریز، مجتمع سینمایی این شهر با ۹۰۰ متر مربع زیربنا، شامل ۲ سالن مجزا برای سینما و تئاتر که هریک گنجایش ۳۵۰ نفر را دارند، فعالیت خود را از سال ۱۳۸۶ خورشیدی آغار نموده‌است؛ هم‌چنین دومین شهرک سینمایی ایران در تبریز تأسیس خواهد شد. این شهرک توسط داریوش ارجمند و همکارانش به بهره‌برداری خواهد رسید.

## فهرست
در زیر، فهرست سینماهای شهر تبریز و اطلاعات مربوط به آن‌ها ذکر شده‌است:
| نام سینما                                       | منطقهٔ شهرداری | سال گشایش | تعداد سالن: گنجایش | تاریخ ثبت ملی شمارهٔ ثبت ملی                                                           | نشانی                                                                                     | تصویر |
| ----------------------------------------------- | ------------- | --------- | ------------------ | ------------------------------------------------------------------------------------- | ----------------------------------------------------------------------------------------- | ----- |
| پردیس سینمایی ستاره باران                       | منطقهٔ ۴       | ۱۳۹۶      | ۴ سالن: ۶۰۹ صندلی  | -                                                                                     | میدان جهاد (نصف راه) به سمت میدان قونقا، مجتمع ستاره باران، طبقهٔ سوم                      |       |
| پردیس سینمایی لاله پارک                         | منطقهٔ ۵       | ۱۳۹۸      | ۴ سالن: ۲۱۴ صندلی  | -                                                                                     | بزرگراه پاسداران، میدان شهید فهمیده، مجتمع لاله پارک                                      |       |
| سینما ۲۹ بهمن (آسیا)                            | منطقهٔ ۸       | ۱۳۳۹      | ۲ سالن: ۱۲۷۵ صندلی | ثبت نشده                                                                              | چهارراه شریعتی (شهناز) به سمت چهارراه محققی (امین)، جنب هتل آذربایجان                     |       |
| سینما آزادی (آریا)                              | منطقهٔ ۸       | دههٔ ۱۳۴۰  | ۱ سالن: ۱۴۷ صندلی  | تخریب بنا و تبدیل آن به «هتل آزادی»؛ ادامهٔ فعالیت سینمای بازسازی شده در ابعادی کوچک‌تر | میدان باغ گلستان به سمت چهارراه شریعتی (شهناز)، جنب هتل آزادی                             |       |
| سینما الف                                       | منطقهٔ ۲       | ۱۳۹۷      | ۱ سالن: ۴۰۰ صندلی  | -                                                                                     | بلوار ۲۹ بهمن، مجتمع فرهنگی-هنری ۲۹ بهمن تبریز                                            |       |
| سینما انقلاب (متروپل، دیاموند)                  | منطقهٔ ۸       | ۱۳۲۰      | ۱ سالن: ۷۰۰ صندلی  | ۱۳۸۴٫۰۸٫۲۵ ۱۳۸۵۱                                                                      | چهارراه شریعتی (شهناز) به سمت میدان باغ گلستان، جنب هتل کوثر                              |       |
| سینما ایران (همای)                              | منطقهٔ ۸       | ۱۳۰۲      | ۱ سالن             | تخریب بنا؛ تعریض تقاطع خیابان‌های ارگ و امام                                           | چهارراه شریعتی (شهناز) به سمت سه‌راه فردوسی، روبه‌روی سینما فلسطین                          |       |
| سینما تخت جمشید                                 | منطقهٔ ۸       | ۱۳۴۸      | ۱ سالن             | تغییر کاربری بنا؛ تبدیل به «بازار بزرگ ولیعصر»                                        | خیابان محققی (امین) غربی، بازار بزرگ ولیعصر                                               |       |
| سینما سرباز اسلام                               | منطقهٔ ۳       |           | ۱ سالن             | ثبت نشده                                                                              | خیابان ارتش جنوبی، نبش خیابان ژاندارمری                                                   |       |
| سینما سعدی (۲۲ بهمن، وطن، میهن، پارک)           | منطقهٔ ۸       | ۱۳۰۵      | ۱ سالن             | ۱۴۰۰٫۰۴٫۲۱ ۳۳۴۴۸                                                                      | چهارراه شریعتی (شهناز) به سمت میدان باغ گلستان، ابتدای کوچهٔ پاساژ، روبه‌روی گراندهتل تبریز |       |
| سینما سولی (خورشید، آفتاب)                      | منطقهٔ ۸       | ۱۲۷۹      | ۱ سالن: ۱۰۰ صندلی  | ثبت نشده                                                                              | چهارراه شریعتی (شهناز) به سمت میدان باغ گلستان، کوچهٔ پاساژ، جنب کلیسای کاتولیک‌ها          |       |
| سینما فرهنگیان (فردوسی)                         | منطقهٔ ۴       | ۱۳۴۸      | ۱ سالن: ۴۱۸ صندلی  | ثبت نشده                                                                              | چهارراه شریعتی (شهناز) به سمت میدان باغ گلستان، روبه‌روی سینما انقلاب                      |       |
| سینما فلسطین (دیانا، دیده‌بان، مایاک، شهر تماشا) | منطقهٔ ۸       | ۱۳۲۸      | ۱ سالن: ۶۵۰ صندلی  | ثبت نشده                                                                              | چهارراه شریعتی (شهناز) به سمت سه‌راه فردوسی، روبه‌روی خیابان ارگ                            |       |
| سینما قدس (دریای نور)                           | منطقهٔ ۸       | ۱۳۴۷      | ۲ سالن: ۷۵۰ صندلی  | ثبت نشده                                                                              | چهارراه شریعتی (شهناز) به سمت سه‌راه فردوسی، جنب سینما فلسطین                              |       |
| سینما کریستال (وحدت)                            | منطقهٔ ۸       | ۱۳۳۲      | ۱ سالن             | تخریب بنا در دههٔ ۱۳۷۰؛ تبدیل آن به «مجتمع تجاری کریستال»                              | چهارراه شریعتی (شهناز) به سمت چهارراه ۱۷ شهریور، مجتمع تجاری کریستال                      |       |
| سینما کوروش بزرگ                                | منطقهٔ ۸       |           | ۱ سالن             | بلااستفاده باقی ماندن ساختمان بنا                                                     | میدان نماز به سمت چهارراه گجیل، روبه‌روی کوچهٔ ترلان                                        |       |
| سینما مولن روژ (رکس، ایران، شهر فرنگ)           | منطقهٔ ۸       | ۱۳۰۶      | ۱ سالن             | تغییر کاربری بنا                                                                      | ضلع شمال شرقی میدان باغ گلستان                                                            |       |
| سینما ناجی                                      | منطقهٔ ۱       | ۱۳۸۷      | ۲ سالن: ۶۱۲ صندلی  | -                                                                                     | بلوار استاد شهریار، نبش سربالایی ولیعصر، مجتمع سینمایی تبریز                              |       |